# 龍岡彭氏
龍岡彭氏（ヨンガンペンし、朝鮮語: 용강팽씨）は、朝鮮の氏族の一つ。本貫は南浦特別市龍岡郡である。2015年の調査では、842人である。
始祖は、1351年に恭愍王に降嫁された魯国公主の師父として高麗に入国した中国金陵出身の彭逖である。彭逖は、内閣学士を任官し、龍岡伯に封じられ、彭逖の子孫が龍岡彭氏を創始した。